# Vettūr
Vettūr är en ort i Indien.   Den ligger i delstaten Kerala, i den södra delen av landet, 2 200 km söder om huvudstaden New Delhi. Vettūr ligger 11 meter över havet och antalet invånare är 37 219.
Terrängen runt Vettūr är platt. Havet är nära Vettūr åt sydväst. Runt Vettūr är det mycket tätbefolkat, med 1 956 invånare per kvadratkilometer. Närmaste större samhälle är Varkala, 4,1 km norr om Vettūr.